# Ljuba
Ljuba je selo u Srijemu, u Vojvodini, Srbija.

## Upravna organizacija
Pripada općini Šid.

## Kultura
Od 2014. u Ljubi djeluje Hrvatsko kulturno društvo Ljuba.

## Stanovništvo
Prije srpske agresije na Hrvatsku, u Ljubi je živilo 1991. 28,21% Hrvata.   Arhivirana inačica izvorne stranice od 14. srpnja 2004. (Wayback Machine)